# Bursoplophora insularis
Bursoplophora insularis är en kvalsterart som beskrevs av Kahwash, Subías och Ruiz 1989. Bursoplophora insularis ingår i släktet Bursoplophora och familjen Protoplophoridae. Inga underarter finns listade.